# Saint-Lambert (Yvelines)
Saint-Lambert és un municipi francès, situat al departament d'Yvelines i a la regió de Illa de França. L'any 2007 tenia 388 habitants.
Forma part del cantó de Maurepas, del districte de Rambouillet i de la Comunitat de comunes de la Haute Vallée de Chevreuse.

## Demografia

### Població
El 2007 la població de fet de Saint-Lambert era de 388 persones. Hi havia 140 famílies, de les quals 23 eren unipersonals (8 homes vivint sols i 15 dones vivint soles), 53 parelles sense fills, 60 parelles amb fills i 4 famílies monoparentals amb fills.
La població ha evolucionat segons el següent gràfic:
Habitants censats

### Habitatges
El 2007 hi havia 161 habitatges, 143 eren l'habitatge principal de la família, 10 eren segones residències i 9 estaven desocupats. 149 eren cases i 10 eren apartaments. Dels 143 habitatges principals, 116 estaven ocupats pels seus propietaris, 19 estaven llogats i ocupats pels llogaters i 8 estaven cedits a títol gratuït; 1 tenia una cambra, 1 en tenia dues, 8 en tenien tres, 28 en tenien quatre i 104 en tenien cinc o més. 122 habitatges disposaven pel capbaix d'una plaça de pàrquing. A 39 habitatges hi havia un automòbil i a 101 n'hi havia dos o més.

### Piràmide de població
La piràmide de població per edats i sexe el 2009 era:
| Homes | Edats   | Dones |
| ----- | ------- | ----- |
| 0     | 95 o +  | 0     |
| 0     | 90 a 94 | 0     |
| 0     | 85 a 89 | 4     |
| 0     | 80 a 84 | 0     |
| 4     | 75 a 79 | 0     |
| 12    | 70 a 74 | 16    |
| 12    | 65 a 69 | 8     |
| 12    | 60 a 64 | 4     |
| 16    | 55 a 59 | 8     |
| 4     | 50 a 54 | 32    |
| 12    | 45 a 49 | 8     |
| 32    | 40 a 44 | 20    |
| 4     | 35 a 39 | 24    |
| 0     | 30 a 34 | 0     |
| 16    | 25 a 29 | 8     |
| 0     | 20 a 24 | 0     |
| 25    | 15 a 19 | 0     |
| 0     | 10 a 14 | 16    |
| 16    | 5 a 9   | 12    |
| 8     | 0 a 4   | 0     |

## Economia
El 2007 la població en edat de treballar era de 273 persones, 200 eren actives i 73 eren inactives. De les 200 persones actives 192 estaven ocupades (102 homes i 90 dones) i 8 estaven aturades (3 homes i 5 dones). De les 73 persones inactives 21 estaven jubilades, 29 estaven estudiant i 23 estaven classificades com a «altres inactius».

### Ingressos
El 2009 a Saint-Lambert hi havia 142 unitats fiscals que integraven 395 persones, la mediana anual d'ingressos fiscals per persona era de 36.473 €.

### Activitats econòmiques
Dels 24 establiments que hi havia el 2007, 1 era d'una empresa alimentària, 2 d'empreses de fabricació d'altres productes industrials, 3 d'empreses de construcció, 2 d'empreses de comerç i reparació d'automòbils, 4 d'empreses d'hostatgeria i restauració, 2 d'empreses financeres, 9 d'empreses de serveis i 1 d'una empresa classificada com a «altres activitats de serveis».
Dels 9 establiments de servei als particulars que hi havia el 2009, 1 era un taller de reparació d'automòbils i de material agrícola, 1 paleta, 2 lampisteries, 2 veterinaris i 3 restaurants.
L'any 2000 a Saint-Lambert hi havia 5 explotacions agrícoles.

## Equipaments sanitaris i escolars
El 2009 hi havia una escola elemental.

## Poblacions més properes
El següent diagrama mostra les poblacions més properes.